# باب قرطاجنة

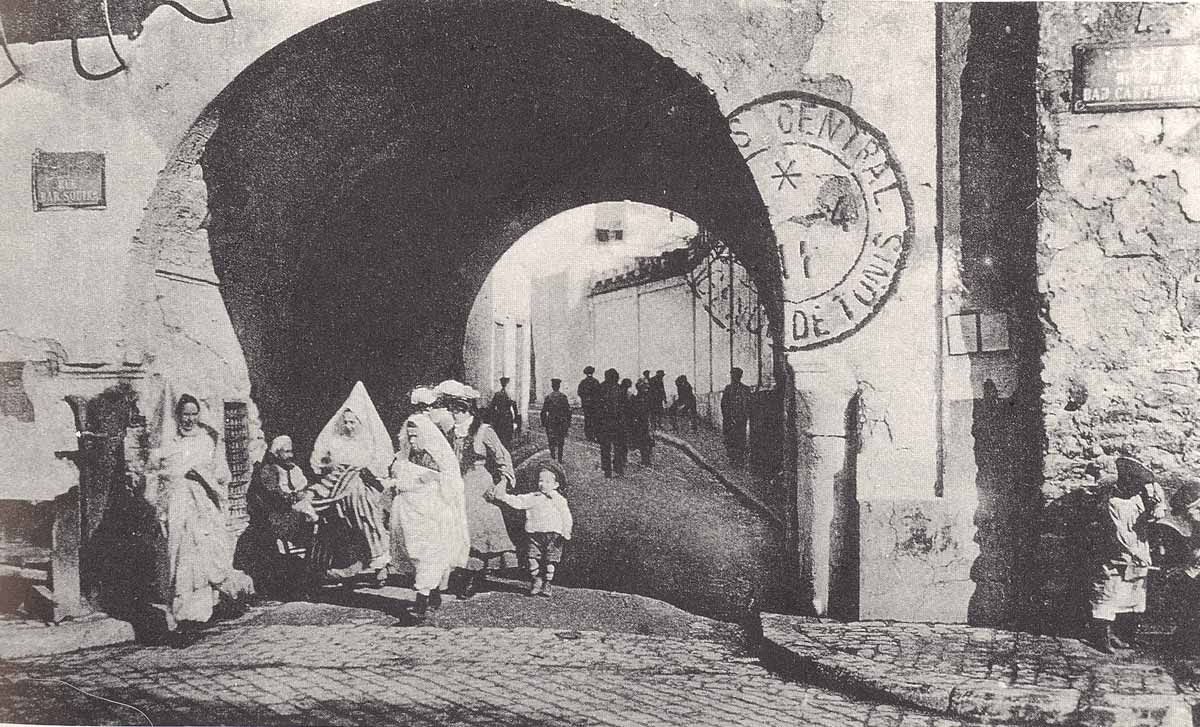
باب قرطاجنة قبل عام 1881

باب قرطاجنة أحد أبواب مدينة تونس العتيقة، وبالنظر إلى موقعه يبدو أنه من أقدمها. كان ينفذ منه سكان مدينة تونس إلى قرطاج، ومن هنا أتت تسميته بباب قرطاجنة، أي قرطاج. وهو قريب من حي الحفصية وسوق القرانة. وقد هدم قبل عام 1881.